# 中田浩二 (サッカー選手)
中田 浩二（なかた こうじ、1979年7月9日 - ）は、滋賀県滋賀郡志賀町（現：大津市）出身の元プロサッカー選手。現役時代のポジションはミッドフィールダー（ボランチ）、ディフェンダー（センターバック、左サイドバック）。元日本代表。
妻は女優・タレントの長澤奈央。

## 来歴

### プロ入り前
滋賀県大津市出生。小学校低学年のころは父親の転勤の関係で転校を繰り返しており、サッカーを始めたのは神奈川県横浜市の横浜市立南戸塚小学校2年の時である。小学校3年の時、鳥取県米子市の米子市立義方小学校に転校し、そこで本格的にサッカーを始めるようになる。小学校5年の時、全日本少年大会に出場する。米子市の米子市立後藤ヶ丘中学校に進学し、中学3年の時に全国中学校大会に出場する。2年の時に中国選抜として選抜中国大会に出場する。中学校までのポジションはFWで、左足の怪物として地元紙にも取り上げられるほどの存在となる。
帝京高校では、2学年上には依田光正、松波和幸（松波正信の弟）、留学生の吉成大 と江田広（共にペルー人）、同学年には木島良輔、貞富信宏、藤田芳正がいた。進学後はBチームに入れられるなど決して順調ではなかったものの、ボランチに転向し、頭角を現す。3年生のときにキャプテンとして全国高校サッカー選手権に出場し、決勝では後に鹿島アントラーズでチームメイトとなる本山雅志擁する東福岡高校に敗れたものの、準優勝を収める。この試合は雪深い国立競技場で行われ、試合中に転倒する選手が続出した。また試合球として、白い雪の中でも目立つオレンジ色のボールが採用されるなど、後々まで語り継がれる試合となった。

### クラブ

#### 鹿島アントラーズ（1998-2004年）
1998年、Jリーグの鹿島アントラーズに入団（同期は小笠原満男、本山雅志、曽ヶ端準、山口武士、中村祥朗）。同い年の小笠原、本山とともに中盤を担い、チームの多くのタイトル獲得に貢献した。鹿島ではリーグ優勝2回、天皇杯優勝1回、ナビスコカップ優勝1回を経験している。2003年8月の大分トリニータ戦で左ひざ靭帯断裂の大ケガを負い、長期戦線離脱を余儀なくされた。2004年5月、柏レイソル戦で259日ぶりの試合復帰を果たした。

#### オリンピック・マルセイユ（2005年）
2005年1月、元日本代表監督のフィリップ・トルシエが監督をしているフランス1部リーグのオリンピック・マルセイユの練習に参加する。マルセイユ側は中田の獲得を打診するが、提示された移籍金が低額だったため、鹿島側は中田の移籍を認めなかった。同時期、中田との契約切れが迫っていた鹿島は来季以降の契約更新を申し出るが、中田本人が海外移籍を希望していたため断り続ける。その後、契約切れとなりフリーの立場で同年1月26日にマルセイユに移籍した。所属クラブの意向を無視した移籍ゆえに円満移籍とはならなかった。
移籍当初はそこそこ出場機会はあったが、不慣れな左サイドバック、ライバルチームであるPSG戦でのオウンゴール、トルシエ監督の解任により出場機会が激減。守備的MFだけでなくDFもこなせるため出場が期待されたが、イスラエル・プレミアリーグのベイタル・エルサレムFCからの数億単位の移籍話を蹴ったことでフロントとの関係が悪化、その結果、事実上戦力外にされてしまう。

#### FCバーゼル（2006-2008年）
2006年、出場機会を求めてクラブに移籍を申し出る。古巣の鹿島にも打診したが、「移籍金0円なら獲得する」という回答だった。イスラエル、ウクライナのクラブからオファーが届くもいずれも断り、スイスリーグの名門FCバーゼルの練習に参加し、その後正式契約を結んだ。
2006-07シーズンは、海外のクラブに所属している日本人選手としては珍しく、センターバックとしてレギュラーに定着した。10月のザンクト・ガレン戦で鼻を骨折して途中交代するまでは、19試合連続でフル出場していた。中田の加入以降、バーゼルは2005-06、2006-07シーズンと2シーズン連続で勝ち点1差で優勝を逃すが、2007年5月にはスイスカップに優勝。バーゼルでの初タイトルを獲得した。
2007年6月に代表戦に出るために帰国した際に、人気女優加藤あいと超遠距離恋愛をしていた事が発覚する（2008年7月に加藤と破局と報道される）。
その前後、古巣・鹿島が優勝を目指す為に中田にオファー。中田自身は鹿島が必要としているなら復帰する意思があると伝えたが、鹿島の提示金1億円に対して「中田は必要な選手」とするバーゼルの提示金3億円（ともに推定）では大きな開きがあり、このときは移籍断念となった。
翌2007-08シーズン、バーゼルは悲願のリーグ優勝を果たし、スイスカップも連覇して二冠を獲得。中田も負傷離脱した時期を除き不動のレギュラーとして活躍したが、この頃にはバーゼルの慰留にもかかわらず、中田の鹿島復帰の意思は公然とマスコミに取り上げられるようになった。2008年4月、スイスリーグの終了を待たずして、バーゼルとの契約終了後に鹿島へ移籍することが正式発表された。同年7月より、およそ3年半ぶりにJリーグでプレーすることになった。

#### 鹿島アントラーズ（2008年7月-2014年）
鹿島復帰後はユーティリティー性を買われ、ボランチ、左サイドバック、センターバックと主に3つのポジションでプレー。しかし膝の怪我の影響か全盛期の身体のキレは全く見られず、1対1で簡単に振り切られる場面が多々見られた。10月に膝の再手術に踏み切ったことにより残りシーズンを全休。チームは連覇を達成したものの、中田本人にとっては公式戦わずか12試合の出場に留まり、不本意なシーズンとなってしまった。2009シーズン当初は青木剛にポジションを譲り、控えに甘んじていたが、チームが失速した夏場以降、出場機会が増えた。
2011年シーズン当初は増田誓志の復帰、本田拓也、柴崎岳の加入でボランチの層が厚くなり、大岩剛の引退で層が薄くなったセンターバックで伊野波雅彦と併用にされていたが、しだいにセンターバックのレギュラーに定着、その後、伊野波は移籍をした。
2014年12月3日、2014シーズンをもって現役引退が発表された。チームは最終節まで優勝争いをしていたこともあり、発表直後の12月6日のJ1第34節サガン鳥栖戦もメンバー入りは叶わなかった。

### 日本代表

#### トルシエ監督時代
1999年のワールドユースの大会直前に、レギュラーDFと目されていた鹿島のチームメイト金古聖司が負傷し、当時の監督フィリップ・トルシエによってDFにコンバートされた。中田はこの大会で全試合に左センターバックとして出場し、日本は準優勝した。
オリンピック代表でもレギュラーに定着し、2000年にシドニーオリンピックに出場。グループリーグ3戦目のブラジル戦でルーカス・セベリーノによって負傷させられ、その後の試合には出場できなかった。
A代表でのデビュー戦は2000年2月5日のメキシコ戦。2002年FIFA日韓ワールドカップで4試合すべてにフル出場、日本のベスト16に貢献したが、ベスト16のトルコ戦では自陣で相手選手へパスしてしまい、その後の相手のパスは防いだもののCKを献上、そのCKで失点した。
バランス感覚と正確なロングフィード、時にはサイドバックのようなオーバーラップで、トルシエの提唱するフラット3の左のDFというポジションをつかみ、トルシエ監督下、最もコンスタントに試合に出場した選手の一人である。

#### ジーコ監督時代
ジーコが日本代表監督に就任すると、本来のボランチとして出場するようになった。トルシエ時代より出場機会は減ったが、主要大会のメンバーには毎回選出された。
2004年7月アジアカップ準々決勝ヨルダン戦では、外すと負けというピンチからPK戦4人目としてシュートを成功させる。準決勝、決勝と2試合連続でゴールを挙げて、日本は大会を2連覇した。2006年ワールドカップ・ドイツ大会では、3戦目のブラジル戦に途中出場した。

#### オシム監督時代
2006年ワールドカップ後に就任したイビチャ・オシム監督のもとでは、欧州のクラブに属している選手がコンディションを崩さないようにという配慮のため、しばらく日本代表への招集は見送られていたものの、代表収集の条件となる“所属クラブでのレギュラー定着゛を果たしている事や、オシム監督が選手に求める“ポリバレント”な能力を持ち合わせている為、日本代表への復帰の可能性も高いと見られていた。2007年6月のキリンカップでオシムジャパン発足後初選出された。

### 引退後
2015年1月14日、鹿島のクラブスタッフとしてクラブ・リレーションズ・オフィサー（C.R.O）に就任。CROはクラブを運営するにあたって連携が必要な協賛企業・団体や行政機関、更に地元市民などの利害関係者（ステークホルダー）とチームをつなぐことを目的として、ビジネス面においてのサッカー事業に重点を置き、クラブ運営をサポートする責務を負う。また同4月より左記のままでテレビ朝日「やべっちFC」のレギュラーコメンテーター（中山雅史と原則隔週交互出演）に就任した。2018年4月には筑波大学の大学院へ入学した。

## 所属クラブ
ユース経歴
- 1992年 - 1995年  米子市立後藤ヶ丘中学校
- 1995年 - 1998年  帝京高等学校

プロ経歴
- 1998年 - 2004年  鹿島アントラーズ
- 2005年 - 2006年  オリンピック・マルセイユ
- 2006年 - 2008年  FCバーゼル
- 2008年7月 - 2014年  鹿島アントラーズ

## 個人成績
| 国内大会個人成績 | 国内大会個人成績 | 国内大会個人成績 | 国内大会個人成績 | 国内大会個人成績 | 国内大会個人成績 | 国内大会個人成績 | 国内大会個人成績 | 国内大会個人成績 | 国内大会個人成績 | 国内大会個人成績 | 国内大会個人成績 |
| 年度             | クラブ           | 背番号           | リーグ           | リーグ戦         | リーグ戦         | リーグ杯         | リーグ杯         | オープン杯       | オープン杯       | 期間通算         | 期間通算         |
| 年度             | クラブ           | 背番号           | リーグ           | 出場             | 得点             | 出場             | 得点             | 出場             | 得点             | 出場             | 得点             |
| 日本             | 日本             | 日本             | 日本             | リーグ戦         | リーグ戦         | リーグ杯         | リーグ杯         | 天皇杯           | 天皇杯           | 期間通算         | 期間通算         |
| ---------------- | ---------------- | ---------------- | ---------------- | ---------------- | ---------------- | ---------------- | ---------------- | ---------------- | ---------------- | ---------------- | ---------------- |
| 1998             | 鹿島             | 26               | J                | 5                | 1                | 0                | 0                | 0                | 0                | 5                | 1                |
| 1999             | 鹿島             | 26               | J1               | 17               | 4                | 1                | 0                | 2                | 0                | 20               | 4                |
| 2000             | 鹿島             | 5                | J1               | 29               | 4                | 2                | 2                | 5                | 2                | 36               | 8                |
| 2001             | 鹿島             | 5                | J1               | 25               | 8                | 6                | 0                | 3                | 1                | 34               | 9                |
| 2002             | 鹿島             | 5                | J1               | 29               | 6                | 3                | 0                | 5                | 0                | 37               | 6                |
| 2003             | 鹿島             | 5                | J1               | 18               | 3                | 2                | 2                | 0                | 0                | 20               | 5                |
| 2004             | 鹿島             | 5                | J1               | 21               | 1                | 2                | 0                | 3                | 2                | 26               | 3                |
| フランス         | フランス         | フランス         | フランス         | リーグ戦         | リーグ戦         | F・リーグ杯      | F・リーグ杯      | フランス杯       | フランス杯       | 期間通算         | 期間通算         |
| 2004-05          | マルセイユ       | 27               | リーグ・アン     | 5                | 0                | -                | -                | -                | -                | 5                | 0                |
| 2005-06          | マルセイユ       | 27               | リーグ・アン     | 4                | 0                | 1                | 0                | -                | -                | 5                | 0                |
| スイス           | スイス           | スイス           | スイス           | リーグ戦         | リーグ戦         | スイス杯         | スイス杯         | オープン杯       | オープン杯       | 期間通算         | 期間通算         |
| 2005-06          | バーゼル         | 6                | スイスリーグ     | 10               | 1                | -                | -                | -                | -                | 10               | 1                |
| 2006-07          | バーゼル         | 6                | スイスリーグ     | 34               | 1                | 5                | 0                | -                | -                | 39               | 1                |
| 2007-08          | バーゼル         | 6                | スイスリーグ     | 18               | 1                | 2                | 1                | -                | -                | 20               | 2                |
| 日本             | 日本             | 日本             | 日本             | リーグ戦         | リーグ戦         | リーグ杯         | リーグ杯         | 天皇杯           | 天皇杯           | 期間通算         | 期間通算         |
| 2008             | 鹿島             | 6                | J1               | 9                | 0                | 1                | 0                | 0                | 0                | 10               | 0                |
| 2009             | 鹿島             | 6                | J1               | 22               | 1                | 1                | 0                | 4                | 0                | 27               | 1                |
| 2010             | 鹿島             | 6                | J1               | 32               | 3                | 1                | 0                | 6                | 1                | 39               | 4                |
| 2011             | 鹿島             | 6                | J1               | 26               | 2                | 3                | 0                | 1                | 0                | 30               | 2                |
| 2012             | 鹿島             | 6                | J1               | 5                | 0                | 2                | 0                | 0                | 0                | 7                | 0                |
| 2013             | 鹿島             | 6                | J1               | 25               | 0                | 6                | 0                | 2                | 0                | 33               | 0                |
| 2014             | 鹿島             | 6                | J1               | 3                | 0                | 1                | 0                | 0                | 0                | 4                | 0                |
| 通算             | 日本             | 日本             | J1               | 266              | 33               | 31               | 4                | 31               | 6                | 328              | 43               |
| 通算             | フランス         | フランス         | リーグ・アン     | 9                | 0                | 1                | 0                | -                | -                | 10               | 0                |
| 通算             | スイス           | スイス           | スイスリーグ     | 62               | 3                | 7                | 1                | -                | -                | 69               | 4                |
| 総通算           | 総通算           | 総通算           | 総通算           | 337              | 36               | 40               | 5                | 31               | 6                | 407              | 47               |

その他の公式戦
- 2000年
  - Jリーグチャンピオンシップ 2試合1得点
- 2001年
  - スーパーカップ 1試合0得点
  - Jリーグチャンピオンシップ 2試合0得点
- 2002年
  - スーパーカップ 1試合0得点
- 2010年
  - スーパーカップ 1試合0得点
- 2011年
  - スーパーカップ 1試合0得点

| 国際大会個人成績 | 国際大会個人成績 | 国際大会個人成績 | 国際大会個人成績 | 国際大会個人成績 |
| 年度             | クラブ           | 背番号           | 出場             | 得点             |
| AFC              | AFC              | AFC              | ACL              | ACL              |
| ---------------- | ---------------- | ---------------- | ---------------- | ---------------- |
| 2002-03          | 鹿島             | 5                | 3                | 0                |
| UEFA             | UEFA             | UEFA             | UEFA EL          | UEFA EL          |
| 2005-06          | マルセイユ       | 27               | 3                | 0                |
| 2006-07          | バーゼル         | 6                | 5                | 0                |
| 2007-08          | バーゼル         | 6                | 3                | 0                |
| AFC              | AFC              | AFC              | ACL              | ACL              |
| 2008             | 鹿島             | 5                | 2                | 0                |
| 2009             | 鹿島             | 6                | 2                | 0                |
| 2010             | 鹿島             | 6                | 6                | 2                |
| 2011             | 鹿島             | 6                | 6                | 1                |
| 通算             | AFC              | AFC              | 19               | 3                |
| 通算             | UEFA             | UEFA             | 11               | 0                |

その他の国際公式戦
- 1998年 - 2002年
  - アジアクラブ選手権 - 7試合1得点
- 1999年
  - アジアカップウィナーズカップ - 1試合0得点
- 2003年
  - A3チャンピオンズカップ - 3試合0得点
- 2005年
  - UEFAインタートトカップ - 2試合0得点
- 2006年
  - UEFAカップ予備予選1回戦 - 2試合0得点
  - UEFAカップ予備予選2回戦 - 2試合0得点
- 2007年
  - UEFAカップ予備予選2回戦 - 2試合0得点
- 2012年
  - スルガ銀行チャンピオンシップ - 1試合0得点
- 2013年
  - スルガ銀行チャンピオンシップ - 1試合0得点

出場歴
- Jリーグ初出場 - 1998年4月4日 1st第4節 対京都パープルサンガ戦（カシマスタジアム）
- Jリーグ初得点 - 1998年8月5日 1st第16節 対セレッソ大阪戦（カシマスタジアム）

## 指導歴・職歴
- 2015年 - 鹿島アントラーズ
  - 2015年 - 2023年 クラブ・リレーションズ・オフィサー (C.R.O)
  - 2024年 - 同年10月 プログループ マネージャー
  - 2024年10月 - フットボールダイレクター

## 代表歴
- A代表初出場 - 2000年2月5日 カールスバーグ・カップ 対メキシコ戦（香港スタジアム）[1]
- A代表初得点 - 2004年8月3日 AFCアジアカップ2004 対バーレーン戦（山東省体育中心体育場）[1]

### 出場大会
- U-19、U-20日本代表　
  - 1998年 AFCユース選手権
  - 1999年 1999 FIFAワールドユース選手権（7試合0得点、準優勝）
- U-22、U-23日本代表
  - 2000年 シドニーオリンピック（3試合0得点、ベスト8）
- 日本代表
  - 2001年 FIFAコンフェデレーションズカップ2001（5試合0得点、準優勝）
  - 2002年 2002 FIFAワールドカップ（4試合0得点、ベスト16）
  - 2003年 FIFAコンフェデレーションズカップ2003（2試合0得点、グループリーグ敗退）
  - 2004年 アジアカップ2004（4試合2得点、優勝）
  - 2005年 FIFAコンフェデレーションズカップ2005（2試合0得点、グループリーグ敗退）
  - 2006年 2006 FIFAワールドカップ（1試合0得点、グループリーグ敗退）

### 試合数
- 国際Aマッチ 57試合 2得点 (2000-2007)[1]

| 日本代表 | 国際Aマッチ | 国際Aマッチ |
| 年       | 出場        | 得点        |
| -------- | ----------- | ----------- |
| 2000     | 7           | 0           |
| 2001     | 13          | 0           |
| 2002     | 13          | 0           |
| 2003     | 7           | 0           |
| 2004     | 6           | 2           |
| 2005     | 8           | 0           |
| 2006     | 2           | 0           |
| 2007     | 1           | 0           |
| 通算     | 57          | 2           |

### 出場
| No. | 開催日         | 開催都市         | スタジアム                         | 対戦相手       | 結果        | 監督                 | 大会                       |
| --- | -------------- | ---------------- | ---------------------------------- | -------------- | ----------- | -------------------- | -------------------------- |
| 1.  | 2000年02月05日 | 香港             |                                    | メキシコ       | ●0-1        | フィリップ・トルシエ | カールスバーグカップ       |
| 2.  | 2000年02月13日 | マカオ           |                                    | シンガポール   | ○3-0        | フィリップ・トルシエ | アジアカップ予選           |
| 3.  | 2000年02月20日 | マカオ           |                                    | マカオ         | ○3-0        | フィリップ・トルシエ | アジアカップ予選           |
| 4.  | 2000年03月15日 | 愛知県           | 神戸総合運動公園ユニバー記念競技場 | 中華人民共和国 | △0-0        | フィリップ・トルシエ | キリンビバレッジ           |
| 5.  | 2000年06月06日 | カサブランカ     |                                    | ジャマイカ     | ○4-0        | フィリップ・トルシエ | ハッサン2世杯              |
| 6.  | 2000年06月18日 | 神奈川県         | 横浜国際総合競技場                 | ボリビア       | ○2-0        | フィリップ・トルシエ | キリンカップ               |
| 7.  | 2000年12月20日 | 東京都           | 国立霞ヶ丘競技場陸上競技場         | 韓国           | △1-1        | フィリップ・トルシエ | キリンビバレッジ           |
| 8.  | 2001年03月24日 | サンドニ         |                                    | フランス       | ●0-5        | フィリップ・トルシエ | 国際親善試合               |
| 9.  | 2001年04月25日 | コルドバ         |                                    | スペイン       | ●0-1        | フィリップ・トルシエ | 国際親善試合               |
| 10. | 2001年05月31日 | 新潟県           | 新潟スタジアム                     | カナダ         | ○3-0        | フィリップ・トルシエ | コンフェデレーションカップ |
| 11. | 2001年06月02日 | 新潟県           | 新潟スタジアム                     | カメルーン     | ○2-0        | フィリップ・トルシエ | コンフェデレーションカップ |
| 12. | 2001年06月04日 | 茨城県           | 茨城県立カシマサッカースタジアム   | ブラジル       | △0-0        | フィリップ・トルシエ | コンフェデレーションカップ |
| 13. | 2001年06月07日 | 神奈川県         | 横浜国際総合競技場                 | オーストラリア | ○1-0        | フィリップ・トルシエ | コンフェデレーションカップ |
| 14. | 2001年06月10日 | 神奈川県         | 横浜国際総合競技場                 | フランス       | ●0-1        | フィリップ・トルシエ | コンフェデレーションカップ |
| 15. | 2001年07月01日 | 北海道           | 札幌ドーム                         | パラグアイ     | ○2-0        | フィリップ・トルシエ | キリンカップ               |
| 16. | 2001年07月04日 | 大分県           | 大分スポーツ公園総合競技場         | ユーゴスラビア | ○1-0        | フィリップ・トルシエ | キリンカップ               |
| 17. | 2001年08月15日 | 静岡県           | 静岡県小笠山総合運動公園スタジアム | オーストラリア | ○3-0        | フィリップ・トルシエ | AFC/OFCチャレンジカップ    |
| 18. | 2001年10月04日 | ランス           |                                    | セネガル       | ●0-2        | フィリップ・トルシエ | 国際親善試合               |
| 19. | 2001年10月07日 | サザンプトン     |                                    | ナイジェリア   | △2-2        | フィリップ・トルシエ | 国際親善試合               |
| 20. | 2001年11月07日 | 埼玉県           | 埼玉スタジアム2002                 | イタリア       | △1-1        | フィリップ・トルシエ | キリンチャレンジカップ     |
| 21. | 2002年03月21日 | 大阪府           | 長居陸上競技場                     | ウクライナ     | ○1-0        | フィリップ・トルシエ | キリンチャレンジカップ     |
| 22. | 2002年03月27日 | ウッジ           |                                    | ポーランド     | ○2-0        | フィリップ・トルシエ | 国際親善試合               |
| 23. | 2002年04月17日 | 神奈川県         | 横浜国際総合競技場                 | コスタリカ     | △1-1        | フィリップ・トルシエ | キリンチャレンジカップ     |
| 24. | 2002年04月29日 | 東京都           | 国立霞ヶ丘競技場陸上競技場         | スロバキア     | ○1-0        | フィリップ・トルシエ | キリンカップ               |
| 25. | 2002年05月02日 | 兵庫県           | 御崎公園球技場                     | ホンジュラス   | △3-3        | フィリップ・トルシエ | キリンカップ               |
| 26. | 2002年05月14日 | オスロ           |                                    | ノルウェー     | ●0-3        | フィリップ・トルシエ | 国際親善試合               |
| 27. | 2002年05月25日 | 東京都           | 国立霞ヶ丘競技場陸上競技場         | スウェーデン   | △1-1        | フィリップ・トルシエ | キリンチャレンジカップ     |
| 28. | 2002年06月04日 | 埼玉県           | 埼玉スタジアム2002                 | ベルギー       | △2-2        | フィリップ・トルシエ | ワールドカップ             |
| 29. | 2002年06月09日 | 神奈川県         | 横浜国際総合競技場                 | ロシア         | ○1-0        | フィリップ・トルシエ | ワールドカップ             |
| 30. | 2002年06月14日 | 大阪府           | 長居陸上競技場                     | チュニジア     | ○2-0        | フィリップ・トルシエ | ワールドカップ             |
| 31. | 2002年06月18日 | 宮城県           | 宮城スタジアム                     | トルコ         | ●0-1        | フィリップ・トルシエ | ワールドカップ             |
| 32. | 2002年10月16日 | 東京都           | 国立霞ヶ丘競技場陸上競技場         | ジャマイカ     | △1-1        | ジーコ               | キリンチャレンジカップ     |
| 33. | 2002年11月20日 | 埼玉県           | 埼玉スタジアム2002                 | アルゼンチン   | ●0-2        | 山本昌邦（代行）     | キリンチャレンジカップ     |
| 34. | 2003年03月28日 | 東京都           | 国立霞ヶ丘競技場陸上競技場         | ウルグアイ     | △2-2        | ジーコ               | 国際親善試合               |
| 35. | 2003年04月16日 | ソウル           |                                    | 韓国           | ○1-0        | ジーコ               | 国際親善試合               |
| 36. | 2003年05月31日 | 東京都           | 国立霞ヶ丘競技場陸上競技場         | 韓国           | ●0-1        | ジーコ               | 国際親善試合               |
| 37. | 2003年06月08日 | 大阪府           | 長居陸上競技場                     | アルゼンチン   | ●1-4        | ジーコ               | キリンカップ               |
| 38. | 2003年06月11日 | 埼玉県           | 埼玉スタジアム2002                 | パラグアイ     | △0-0        | ジーコ               | キリンカップ               |
| 39. | 2003年06月20日 | サンテティエンヌ |                                    | フランス       | ●1-2        | ジーコ               | コンフェデレーションカップ |
| 40. | 2003年06月22日 | サンテティエンヌ |                                    | コロンビア     | ●0-1        | ジーコ               | コンフェデレーションカップ |
| 41. | 2004年07月24日 | 重慶             |                                    | タイ           | ○4-1        | ジーコ               | アジアカップ               |
| 42. | 2004年07月31日 | 重慶             |                                    | ヨルダン       | △1-1(PK4-3) | ジーコ               | アジアカップ               |
| 43. | 2004年08月03日 | 済南             |                                    | バーレーン     | ○4-3(延長)  | ジーコ               | アジアカップ               |
| 44. | 2004年08月07日 | 北京             |                                    | 中華人民共和国 | ○3-1        | ジーコ               | アジアカップ               |
| 45. | 2004年08月18日 | 静岡県           | 静岡県小笠山総合運動公園スタジアム | アルゼンチン   | ●1-2        | ジーコ               | キリンチャレンジカップ     |
| 46. | 2004年11月17日 | 埼玉県           | 埼玉スタジアム2002                 | シンガポール   | ○1-0        | ジーコ               | ワールドカップ予選         |
| 47. | 2005年02月02日 | 埼玉県           | 埼玉スタジアム2002                 | シリア         | ○3-0        | ジーコ               | キリンチャレンジカップ     |
| 48. | 2005年06月03日 | マナマ           |                                    | バーレーン     | ○1-0        | ジーコ               | ワールドカップ予選         |
| 49. | 2005年06月08日 | バンコク         |                                    | 北朝鮮         | ○2-0        | ジーコ               | ワールドカップ予選         |
| 50. | 2005年06月19日 | フランクフルト   |                                    | ギリシャ       | ○1-0        | ジーコ               | コンフェデレーションカップ |
| 51. | 2005年06月22日 | ケルン           |                                    | ブラジル       | △2-2        | ジーコ               | コンフェデレーションカップ |
| 52. | 2005年09月07日 | 宮城県           | 宮城スタジアム                     | ホンジュラス   | ○5-4        | ジーコ               | キリンチャレンジカップ     |
| 53. | 2005年10月08日 | リガ             |                                    | ラトビア       | △2-2        | ジーコ               | 国際親善試合               |
| 54. | 2005年10月12日 | キエフ           |                                    | ウクライナ     | ●0-1        | ジーコ               | 国際親善試合               |
| 55. | 2006年06月04日 | デュッセルドルフ |                                    | マルタ         | ○1-0        | ジーコ               | 国際親善試合               |
| 56. | 2006年06月22日 | ドルトムント     |                                    | ブラジル       | ●1-4        | ジーコ               | ワールドカップ             |
| 57. | 2007年06月05日 | 埼玉県           | 埼玉スタジアム2002                 | コロンビア     | △0-0        | イビチャ・オシム     | キリンカップ               |

### ゴール
| #  | 開催年月日   | 開催地     | 対戦国     | 勝敗  | 試合概要            |
| -- | ------------ | ---------- | ---------- | ----- | ------------------- |
| 1. | 2004年8月3日 | 中国、済南 | バーレーン | ○ 4-3 | AFCアジアカップ2004 |
| 2. | 2004年8月7日 | 中国、北京 | 中国       | ○ 3-1 | AFCアジアカップ2004 |

## タイトル

### クラブ
鹿島アントラーズ
- J1リーグ：5回（1998年, 2000年, 2001年, 2008年, 2009年）
  - 2ndステージ：3回（1998年, 2000年, 2001年）
- Jリーグカップ：4回（2000年, 2002年, 2011年, 2012年）
- 天皇杯全日本サッカー選手権大会：2回（2000年, 2010年）
- FUJI XEROX SUPER CUP：4回（1998年, 1999年, 2009年, 2010年）
- A3チャンピオンズカップ：1回（2003年)
- スルガ銀行チャンピオンシップ：2回（2012年, 2013年）

マルセイユ
- インタートトカップ：1回（2005年）

バーゼル
- スイス・スーパーリーグ：1回 (2007-08)
- スイス・カップ：2回（2007年, 2008年）

### 代表
日本代表
- アジアカップ中国大会（2004年）

### 個人
- JリーグカップMVP：1回（2000年）
- Jリーグベストイレブン：1回（2001年）
- 茨城県特別功労賞 (2002年)
- アントラーズ功労賞（2015年）
- Jリーグ功労選手賞 (2015年)

## 引退試合
2015年7月5日に柳沢敦、新井場徹と合同での引退試合が行われた。
| 2015年7月5日 14:06 |

| ANTLERS LEGENDS                                                                          | 5 - 2      | KAY FRIENDS                   |
| 柳沢敦 15分 · 新井場徹 39分 · 興梠慎三 64分 · 中田浩二 84分 (PK) · マルキーニョス 90+1分 | 公式サイト | 三浦知良 29分 · 福西崇史 43分 |

| 茨城県立カシマサッカースタジアム 観客数: 20,503人 主審: 宮島一代 |

### 出場選手
ANTLERS LEGENDS
- 監督：トニーニョ・セレーゾ、鈴木満
- GK：1.佐藤洋平、21.曽ヶ端準、47.古川昌明
- DF：2.名良橋晃、3.秋田豊、4.奥野僚右、5.池内友彦、6.中田浩二、7.新井場徹、15.室井市衛、22.内田篤人[注 2]、25.中村祥朗、45.大岩剛
- MF：10.本山雅志、14.増田忠俊、16.本田拓也、17.鬼木達、20.阿部敏之、23.山口武士、40.小笠原満男、46.石井正忠、66.本田泰人
- FW：8.興梠慎三、9.平瀬智行、11.長谷川祥之、13.柳沢敦、18.マルキーニョス、19.田代有三、30.鈴木隆行

KAY FRIENDS
- 監督：山本昌邦
- GK：1.楢﨑正剛、12.都築龍太、24.武田博行
- DF：2.鈴木秀人、3.木場昌雄、5.田中誠、16.山田暢久、19.坪井慶介、21.波戸康広、22.中澤佑二
- MF：4.戸田和幸、6.服部年宏、7.名波浩、8.森島寛晃、10.中村俊輔、14.三浦淳寛、15.酒本憲幸、17.稲本潤一[注 2]、23.福西崇史、44.小野伸二
- FW：9.中山雅史、11.三浦知良、13.船越優蔵、18.城彰二、20.久保竜彦

## 出演

### スポーツ番組
- やべっちFC（2015年4月 - 2020年８月、テレビ朝日） - コメンテーター

### Web配信ドラマ
- ヒーローママ☆リーグ（2018年5月13日、東映特撮ファンクラブ） - 風呂洗いする夫 役（写真） - 友情出演